# تاشير
تاشير (بالإنجليزية: Tashir)‏ هي municipality of Armenia تقع في أرمينيا في محافظة لوري. يقدر عدد سكانها بـ 8,700 نسمة ومساحتها 5.6 كم2 وترتفع عن سطح البحر 1,500 متر.

## أعلام
- سامر علييف